# Ludwig Haller-Rechtern
Ludwig Haller-Rechtern (* 10. Februar 1904 in Serkowitz; † 27. Februar 1986 in Borgdorf-Seedorf; Geburtsname Karl Adolf Max Ludwig Haller) war ein deutscher Maler und Zeichner der sogenannten Verschollenen Generation.

## Leben und Wirken

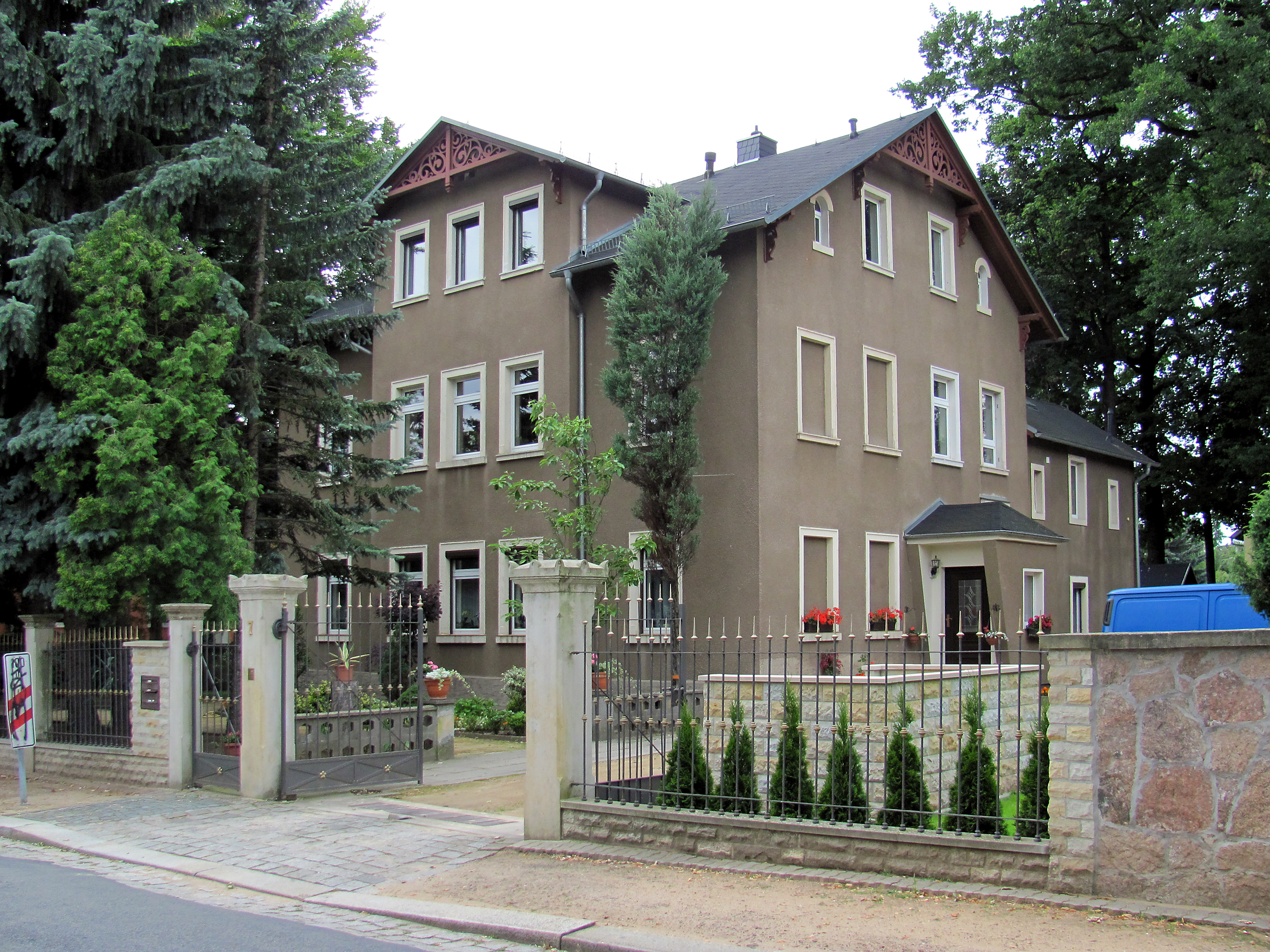
Geburtshaus Dr.-Schmincke-Allee 7, heute Radebeul-Serkowitz

Der als Sohn des approbierten Arztes Karl Ernst Max Haller im Elternhaus geborene Ludwig wuchs in der damaligen Albertstraße 7 auf. Nach der Schule studierte er an der Dresdner Kunstakademie und später an der Akademie für Malerei und Skulptur in Paris.
Ab 1929 ist seine Schaffenszeit dokumentiert. 1932 erhielt er eine Einladung zu einem einjährigen Aufenthalt an die Villa Romana in Florenz, den er aber vorzeitig abbrach, als man ihm einen Lehrstuhl an der Technischen Hochschule Dresden anbot. 1933 wurde seine Professur von der Reichskulturkammer annulliert, er erhielt Mal- und Berufsverbot, seine Bilder wurden als „entartete Kunst“ eingestuft.
Im Jahr 1933 heiratete Haller in Pirna.
Nach dem Krieg lebte er in Bayern, konnte sich aber, wie viele seiner geächteten Kollegen, nicht von den Geschehen während der Zeit des Nationalsozialismus erholen, sodass sein künstlerisches Schaffen kaum mehr zur Entfaltung kam. Er stellte nur selten seine Werke aus; sein letztes künstlerisches Schaffen stammt aus dem Jahre 1985. 1981 veröffentlichte Haller-Rechtern eine Schrift mit dem Titel Ontoeidetik: Das Entstehen der Kunstform als Grundlage für die restitutio artis zu einer ars perennis, die von dem Philosophen Heinrich Beck rezensiert wurde.
Haller-Rechtern starb am 27. Februar 1986 nahe der dänischen Grenze.
Am 2. September 2014 erschien im Fränkischen Tag, Bamberg, ein Artikel über Haller mit zahlreichen Fotos aus verschiedenen Lebensphasen des Malers und dem Hinweis, dass sich sein künstlerischer Nachlass, bestehend aus hunderten von Werken, inzwischen in Australien befindet.

## Werke

### Kreuzweg
Im Jahre 1963 schuf Haller-Rechtern einen Kreuzweg, den die Kirchenstiftung von St. Vitus in Wülfershausen an der Saale 2003 erwarb.

### Schriften
- Ontoeidetik: Das Entstehen der Kunstform als Grundlage für die restitutio artis zu einer ars perennis. Verlag August Thuhoff, Goslar am Harz 1981, ISBN 3-923867-01-8.